# 歌志内駅

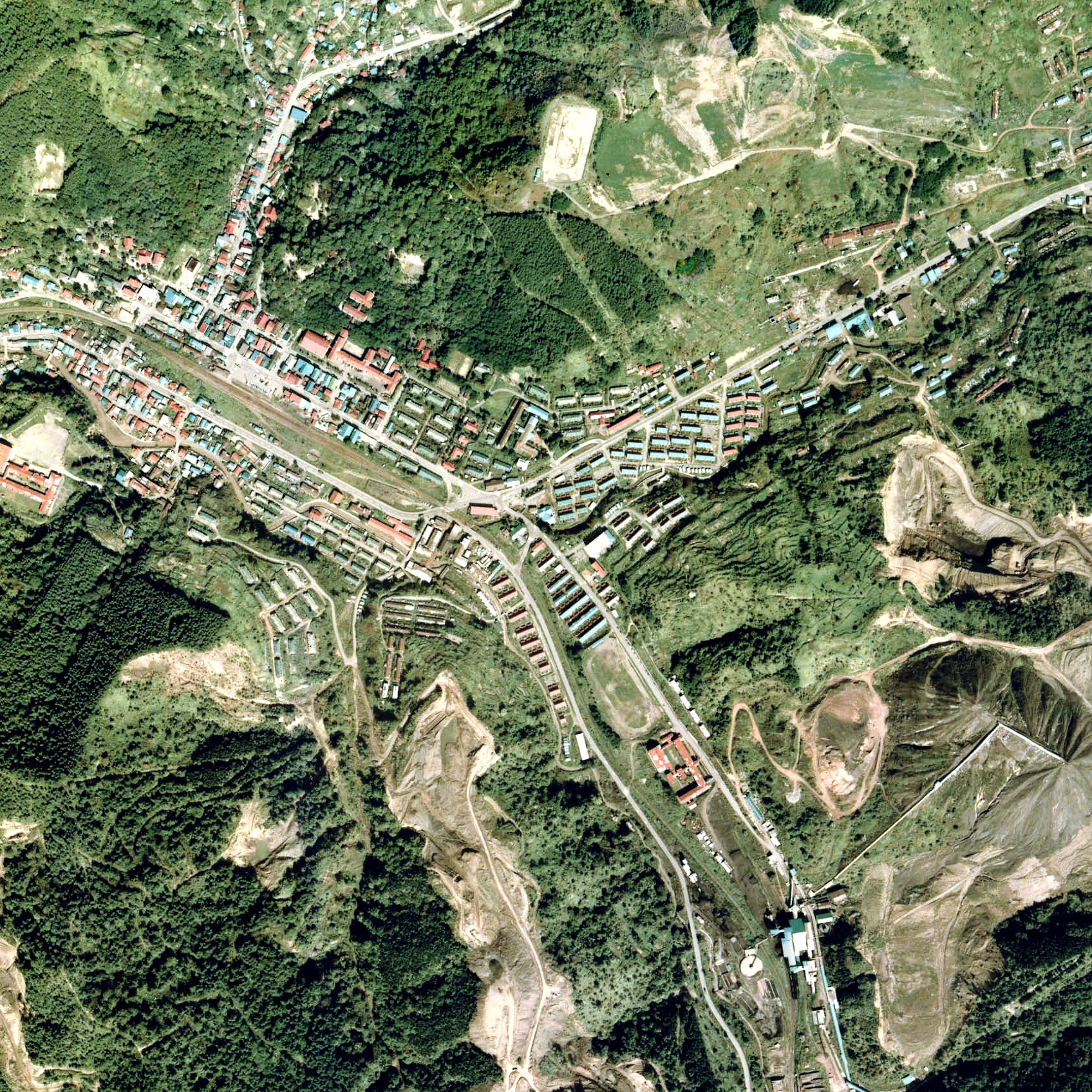
1976年の歌志内駅と周囲約1キロメートル範囲。写真中央より左側に当駅、左が砂川駅方面。当駅より右下へ空知炭鉱の下ノ沢選炭場へ向かう専用線。右上へは道路に沿って住友上歌志内砿への専用線が伸びていたが、こちらは既に撤去されている。

歌志内駅（うたしないえき）は、北海道歌志内市字本町にかつて設置されていた、北海道旅客鉄道（JR北海道）・日本貨物鉄道（JR貨物）歌志内線の駅（廃駅）。
歌志内線の終点であった。事務管理コードは▲131603。

## 歴史

### 年表
- 1891年（明治24年）
  - 7月5日：北海道炭礦鉄道の駅（一般駅）として開業[1]。
  - ：北海道炭礦鉄道空知砿開坑[5]。下ノ沢貯炭場までの下ノ沢専用線（1.45km）運用開始[5][6]。
- 1899年（明治32年）下期：転車台設置[7]。
- 1906年（明治39年）6月1日：北海道炭礦鉄道の鉄道路線国有化により、官設鉄道に移管。
- 1909年（明治42年）10月12日：線路名称制定、歌志内線の駅となる。
- 1914年（大正3年）：坂市太郎（後に坂炭礦（株）設立、1925年（大正14年）に住友と合併）上歌志内砿開坑[5]。サックシ選炭場までの上歌志内砿専用線（約2km）運用開始[5][6]。
- 不明 - 開北炭礦（後の北炭神威砿開北坑）の選炭工場積込みホッパーへ本線から分岐する専用線を敷設[5][注 1]。
- 1934年（昭和9年）12月3日：駅舎改築[5]。
- 1947年（昭和22年）3月：北炭神威砿開北坑閉坑[5]。
- 1953年（昭和28年）1月1日：住友石炭鉱業上歌志内砿が、合理化のため坑内で繋がった住友赤平砿へ統合[5]。上歌志内の設備を廃止し、赤平側の設備へ一本化[5]。上歌志内砿専用線も廃止となる。
- 1963年（昭和38年）：北海道炭礦汽船が空知砿を分離し、空知炭礦（株）設立[5]。
- 1984年（昭和59年）2月1日：荷物の取り扱いを廃止[1]。
- 1987年（昭和62年）4月1日：国鉄分割民営化により、北海道旅客鉄道・日本貨物鉄道が継承[1]。
- 1988年（昭和63年）
  - 4月10日：石炭出荷の最終日。
  - 4月25日：歌志内線の全線廃止に伴い、廃駅となる[1]。

### 駅名の由来
鉄道敷設時までこの地には正式な地名がなく、ライマンの空知炭田調査以来「オタシナイ炭山」と呼ばれていた。鉄道開業時になって当駅に「オタシナイ」に当て字した「歌志内」、起点側に「オタシナイ」を意訳した「砂川」と命名されて、その後それぞれ駅名が地域名、自治体名となった。

## 駅構造
単式ホーム1面1線を有していた地上駅。ホームに接して駅舎があった。数本の側線が敷設されており、空知炭礦株式会社の空知炭鉱へ続く専用線も存在した。

## 駅跡地周辺
駅の跡地には、郵便局や「郷土館ゆめつむぎ」が建設されている。また、歌志内線の線路跡はサイクリングロードとして整備されており、当駅跡から焼山駅跡までを結んでいる。
近隣にはバス停「歌志内市街」があり、北海道中央バス（滝川営業所）の「歌志内線」が発着する。
- 北海道中央バス歌志内線 ：赤平昭和・赤平宮下町 - 歌志内市街 - 上砂川（中央1丁目） - 砂川市立病院 - 滝川ターミナル

- かつては、JR歌志内線のルートに沿った経路の廃止代替路線「焼山線」（上歌新栄町 - 歌志内市街 - 焼山 - 砂川市立病院）も発着していたが、2019年（平成31年）4月1日に廃止された。

2021年から2022年にかけて旧歌志内線のうち歌志内市にあった5駅に駅名標レプリカを駅跡地に設置する事業が行われ、当駅にも設置されている（歌志内駅には2022年に設置）。

## 隣の駅
北海道旅客鉄道（JR北海道）
歌志内線
歌神駅 - 歌志内駅